# 九州地方の住宅団地の一覧
九州地方で建設された住宅団地の一覧を示す。新住民のほとんどは新たに開発された団地に住んでおり、地域との交流が少ないという新たな課題も生まれている。

## 福岡県
福岡県営
福岡市
- 鳥飼　1988年
- 旭ヶ丘　1989年
- 老司　1967 1987 1988年
- 東領　1997年
- 上牟田　1989年
- 月隈　1995年
- 板付　1974　1978年
- 東領第二　1995年
- 千代　1998年
- 御幸町　1983　1988　1989年
- 浜男　1991年
- 松崎　2014年
- 浜松　2004年
- 城浜　1972年　2018年建替
- 西戸崎　1999年
- 香椎浜　1982年
- 高須磨　1984年
- 東箱崎　2016年
- 内野　1999年
- 壱岐　1977年　2019年建替
- 玄海小浜　2005年

春日市
- 日の出町　1987年
- 竹ノ本　1991年

大野城市
- 月の浦　1992年
- 山田　1988年

筑紫野市
- 塔ノ原　1987年
- 宝満荘　1988年
- 二日市　1987年

### 福岡県住宅供給公社
- むなかた広陵台
- グランヴィル百道

### 福岡市

#### 福岡市住宅供給公社
- ウィルミック薬院

### 北九州市

#### 北九州市住宅供給公社
- ルワージュ戸畑（戸畑C街区事業）
- ルワージュ陣原
- ルワージュ企救丘
- ルワージュ天神町
- ルワージュ久岐の浜
- ネクスタージュ高見七条弐番館（八幡東区）
- 大里本町地区（門司区）
- マテール穴生（八幡西区鉄竜1丁目、北九州市都市開発事業協同組合と）
- エバグリーン上馬寄（門司区）
- ベイトリア門司マリーヴル（門司区）
- 楠橋西団地（八幡西区）
- 星ヶ丘団地（八幡西区）
- ガーデンヴィレッジ天神（八幡東区天神町）
- ハミングタウン上の原（八幡西区上の原）

#### 北九州市営住宅
- 久岐ノ浜ニュータウン公営住宅1～3号棟（若松区、北九州市）
- 大里東一丁目団地（門司区）
- 門田団地（八幡東区）
- いちいがし団地（小倉南区）
- 北方ねむのき団地（小倉南区北方若園・北方地区環境改善事業、もやい・若竹まちづくり研究所）
- 北方むくのき団地（小倉南区北方若園・北方地区環境改善事業、もやい・若竹まちづくり研究所）
- 北方こぶし団地（小倉南区北方若園・北方地区環境改善事業、もやい・若竹まちづくり研究所）
- 北方ゆりのき団地（小倉南区北方若園・北方地区環境改善事業、もやい・若竹まちづくり研究所）
- 北方かしのき団地（小倉南区北方若園・北方地区環境改善事業、もやい・若竹まちづくり研究所）
- 北方ひいらぎ団地（小倉南区北方若園・北方地区環境改善事業、もやい・若竹まちづくり研究所）
- 北方まきのき団地（小倉南区北方若園・北方地区環境改善事業、もやい・若竹まちづくり研究所）
- 北方かえで団地（小倉南区北方若園・北方地区環境改善事業、もやい・若竹まちづくり研究所）
- 北方けやき団地（小倉南区北方若園・北方地区環境改善事業、もやい・若竹まちづくり研究所）
- 北方くすのき団地（小倉南区北方若園・北方地区環境改善事業、もやい・若竹まちづくり研究所）
- 北方なのみ団地（小倉南区北方若園・北方地区環境改善事業、もやい・若竹まちづくり研究所）
- 北方さつき団地（小倉南区北方若園・北方地区環境改善事業、もやい・若竹まちづくり研究所）
- 北方みずき団地（小倉南区北方若園・北方地区環境改善事業、熊本大学延藤研究室・小林建築設計事務所、コーポラティブ、1991年）
- 片野団地（小倉北区）
- 睦ヶ丘団地（小倉北区）
- 竹末団地、内井昭蔵建築設計事務所、八幡西区、地域住宅、1993年

#### その他
- 三菱化学東王子社宅（八幡西区）
- ふれあい村竹末（八幡西区）
- 新日鉄桃園社宅（八幡東区）
- 青葉台（若松区、高須青葉台区画整理事業）

### 公団(現UR)住宅
- 徳力団地（北九州市小倉南区）
- シーサイドももち （福岡県福岡市）
- 井尻団地（福岡市南区井尻) 1957年
- 下ノ橋団地（福岡市中央区荒戸, 市街地住宅) 1963年
- 下大利団地 （福岡県大野城市）1974年
- 香椎団地 (福岡市東区香椎団地, 旧日本住宅公団）1960年
- 高宮団地（福岡市南区高宮, 市街地住宅) 1961年
- 四箇田団地 （福岡市早良区四箇田）
- 市崎団地（福岡市南区市崎, 市街地住宅) 1961年
- 諸岡団地（福岡市南区井尻) 1958年
- 上南町団地（福岡市博多区, 市街地住宅) 1964年
- 城西団地（福岡市城南区城西団地) 1960年
- 大橋団地（福岡市南区大橋団地) 1960年
- 長浜団地（福岡市中央区長浜, 市街地住宅) 1959年
- 東薬院団地（福岡市中央区薬院, 市街地住宅) 1958年
- 日の里団地 （福岡県)
- 梅光園団地 (福岡市中央区梅光園団地, 旧日本住宅公団）
- 別府団地（福岡市城南区別府団地) 1959年
- 友泉団地（福岡市中央区梅光園) 1958年
- 冷泉団地（福岡市博多区店屋町, 市街地住宅) 1958年
- 曙団地（福岡市早良区曙）1956年
- 鳥飼団地（福岡市城南区鳥飼）1956年
- 貝塚団地（福岡市東区貝塚団地）1957年
- 昭代団地（福岡市早良区藤崎）1957年
- 若久団地（福岡市南区若久団地）1964年
- 上西町団地（福岡市博多区店屋町  市街地住宅）1962年
- 藤ノ木団地（北九州市若松区今光）1956年
- 藤松団地（北九州市門司区藤松）1956年
- 白銀団地（北九州市小倉北区白銀）1956年
- 大谷団地（北九州市戸畑区菅原）1956年
- 槻田団地（北九州市小倉北区上到津）1956年
- 穴生団地（北九州市八幡西区穴生）1956年
- 小石団地（北九州市若松区棚田町）1957年
- 三郎丸団地（北九州市小倉北区片野）1957年
- 鳴水団地（北九州市八幡西区西鳴水） 1957年
- 黄金団地（北九州市門司区中二十町）1957年
- 柳団地（北九州市門司区高田）1959年
- 足立団地（北九州市小倉北区足立）1959年
- 中央団地（北九州市八幡東区中央  市街地住宅）1959年
- 城野団地（北九州市小倉北区城野団地）1959年
- 天神団地（北九州市戸畑区天神  市街地住宅）1960年
- 田町団地（北九州市小倉北区大門  市街地住宅）1960年
- 浅野団地（北九州市小倉北区浅野  市街地住宅）1961年
- 沢見団地（北九州市戸畑区天神  市街地住宅）1961年
- 原町団地（北九州市若松区原町）1962年
- 西中央団地（北九州市八幡東区中央  市街地住宅）1963年
- 萩原団地（北九州市八幡西区荻原）1963年
- 清滝団地（北九州市門司区清滝  市街地住宅）1963年
- 引野団地（北九州市八幡西区相生町  市街地住宅）1964年
- 日の里団地（宗像市 住宅都市整備公団ほか）
- 四箇田団地  福岡県福岡市早良区  UR
- 下大利団地  福岡県大野城市  UR
- みどりが丘団地（東急不動産）
- グリーンパーク通谷 (1988年 福岡県中間市の筑豊電鉄周辺 住宅金融公庫付き建売分譲団地住宅 大英産業）
- 通谷グリーンタウン2 (1993年 福岡県中間市通谷地区、大英産業）
- 公営住宅高須磨団地
- ちくし台（西鉄不動産事業局）
- 若木台団地（東急不動産）
- ハミングタウン上の原（北九州市八幡西区上の原、400区画）
- 自由ヶ丘サウスステージ (福岡市宗像）
- サニーガーデン行橋ステーション分譲団地 (福岡県行橋市 76区画, 東宝ホーム)
- 馬場山団地 (福岡県）
- 高雄団地 (福岡県）
- 安部山公園団地 (福岡県）
- 第二通谷グリーンタウン (1979年 中間市通谷地区  大英産業）
- 第二希望ヶ丘 (1983年 北九州市八幡西区香月と中間市通谷 上下水道完備団地  大英産業）
- ネクサスワールド
- サンパーク木屋瀬1-3 (1993年 大英マンションシリーズ 北九州市八幡西区木屋瀬)

## 佐賀県

### 公営団地
- 佐賀県営・武雄市営中野住宅、佐賀県土木建築技術協会・市浦都市開発建築コンサルタンツ、公営住宅建替え、1993年
- 中折・西佐賀団地
- みやき町姫方原団地
- 東野ヶ里団地 (佐賀市)
- 虹の松原団地 (唐津市)
- 尾崎団地
- 県営高木瀬団地 (佐賀市)
- むさしヶ丘団地
- 中部の原地域住宅団地
- 旧競馬場跡地住宅団地
- 多久市中多久団地
- 呼子駅駅前団地
- 永満寺団地

### 佐賀県住宅供給公社
- くらのうえ団地（鳥栖市蔵上3丁目）
- 弥生が丘団地（鳥栖市弥生が丘）
- 城山台団地（三養基郡みやき町大字白壁）
- アベニュー与賀団地（佐賀市光3丁目）
- 東与賀団地（佐賀市東与賀町）
- 桜木団地（佐賀市久保田町）
- 西中野団地（佐賀市兵庫南2丁目）

## 長崎県

### 公営団地
- 佐世保市営崎岡団地、日本設計・江原建築設計事務所ほか、地域住宅、1993年
- 口之津営白浜団地、現代計画研究所、長崎県、公営住宅建替え、1992-1996年
- 長崎県営大橋団地、大草建築デザイン室ほか、長崎県、公営住宅建替え、1993年
- 島原市営柏野団地、小西忠徳設計事務所ほか、長崎県、地域住宅、1992年
- 長崎県営宇都団地、小西設計事務所、長崎県、地域住宅、1992年
- パークコミュニティー桜の里
- 池島炭鉱団地群、長崎市
- ガーデンヒルズ彩が丘（29,000坪 263区画 大英「光の家」シリーズ 1999年 長崎県長崎市、花と自然をテーマとした大型団地)
- 滑石団地（長崎市）
- 横尾団地（長崎市）

### 長崎県住宅供給公社
- ウッディヒルもみじ・もみじが丘団地
- 三重第一団地
- いさはや西部台（諫早市堀の内町・真崎町、諫早西部新住宅市街地開発事業）

## 熊本県

### 公営団地
- 楠団地、熊本市、熊本市営の公団が大部分
- 泉ヶ丘団地 (合志市)
- 牛深市営鬼塚団地さざえ亭、横山俊祐・太宏設計事務所、熊本県、地域住宅、1990年
- 熊本市営託麻団地、坂本一成研究室・長谷川逸子、建築計画工房、近代建築研究所、公私の連続、1994年
- 熊本県営竜蛇平団地、元倉眞琴＋スタジオ建築計画、熊本県、1992年、
- 熊本県営保田窪第一団地、山本理顕設計工場、熊本県、中庭型、1991年
- 熊本県営帯山Ａ団地、熊本市、新納至門、ユニット組合せ、1992年（くまもとアートポリス
- 熊本市営新地団地、早川邦彦建築研究所ほか、熊本県、中庭型、1991年
- 人吉市市営西瀬団地、谷口建築設計事務所、熊本県、地域住宅、1995年
- 熊本市営新地団地、富永譲フォルムシステム設計研究所ほか、熊本県、1993年
- 光の森  熊本県の県住宅供給公社が菊陽町及び合志市（旧合志町）にて開発、分譲中の大型住宅街。
- 美咲野団地 (熊本県菊池郡大津町美咲野)
- 永江団地（熊本県合志市）
- 杉並台団地（熊本県合志市）
- 美咲野団地 （熊本県菊池郡大津町）
- 鮎の里緑川団地 (熊本県・甲佐町緑川沿い)

## 大分県
- 大分市（20ha以上のもの。括弧内は、所在地、事業者、事業開始年、計画戸数。）[1]
  - 城南団地（1962年、1,245戸）
  - 明野団地（大分県住宅供給公社、1965年、6,500戸）
  - 光吉団地（1966年、500戸）
  - 敷戸団地（1967年、2,896戸）
  - 旦野原ハイツ（1967年、540戸）
  - ふじが丘ニュータウン（1969年、1,700戸）
  - 富士見が丘ニュータウン（1971年、2,853戸）
  - サニータウン松が丘（1971年、1,345戸）
  - 大南団地ひばりヶ丘（1971年、537戸）
  - 宗方台団地（1972年、547戸）
  - 田尻グリーンハイツ（1972年、801戸）
  - 西鉄光吉台団地（1973年、671戸）
  - ニュー明野タウン（1974年、500戸）
  - スカイタウン高崎（1976年、849戸）
  - ロングヒルニュータウン「逢花」・梅ヶ丘ニュータウン（1976年、1,926戸）
  - 宮河内ハイランド（1977年、939戸）
  - パークシティ青葉台（1978年、660戸）
  - サニータウン学園台（三井不動産大分、1978年、404戸）
  - にじが丘（1979年、497戸）
  - 判田団地（1981年、949戸）
  - パークシティ明野（1987年、558戸）
  - けやき台団地（1995年、922戸）
  - パトリアル京ヶ丘（1997年、1,614戸）
  - パークプレイス大分公園通り（1998年、2,119戸）
  - 高江ニュータウン（1998年、1,654戸）
  - マリンビュー望みが丘（1998年、457戸）
  - グリーンウッドかたしま台（大分県総合生協、1998年、455戸）
- 別府市
  - 別府市営青山団地
  - 扇山団地
- 竹田市
  - 矢倉団地
  - 下矢倉団地
  - 玉来ニュー松ヶ丘
  - 玉来西団地
  - 玉来東団地
  - 玉来第二団地
- 豊後大野市
  - 市原団地
  - 向田団地
- 国東市
  - 向陽台（大分県住宅供給公社、323戸）
  - サンコーポラス富来（国東町富来浦1851番地38、公共・単可）
  - つつじヶ丘団地（武蔵町糸原2060番地、市営）
  - 伊美団地（国見町伊美2568番地、市営）
  - 岡団地（国見町竹田津1357番地、市営）
  - 花開団地（国見町小熊毛65番地2、特公賃）
  - 岐部団地（国見町岐部1885番地5、特公賃）
  - 櫛来団地（国見町櫛来289番地、公共）
  - 月山団地（武蔵町糸原892番地1、市営）
  - 向陽台団地（武蔵町向陽台2番地1、特公賃）
  - 港団地（武蔵町古市399番地、市営）
  - 堺団地（国見町中1327番地、公共）
  - 重藤団地（国東町重藤189番地1、市営）
  - 小原団地（国東町小原2014番地、市営）
  - 松原団地（国東町富来浦2361番地1、市営）
  - 新宮団地（国東町鶴川1165番地1、市営）
  - 大熊毛団地（国見町大熊毛1499の1番地、市営）
  - 池見台団地（武蔵町糸原921番地、市営）
  - 中団地（国見町野田3147番地1、市営）
  - 田深第二団地（国東町田深1022番地、市営）
  - 八坂団地（国見町野田3076番地、市営）
  - 浜団地（国東町浜3765番地4、市営）
  - 武蔵グリーンヒル（武蔵町池ノ内1760番地、市営）
  - 平床団地（国東町鶴川1006番地3、市営）
  - 北江団地（国東町北江4296番地2、市営）
  - 本城団地（国見町伊美2863番地1、市営）
  - 夢開団地（国見町伊美3044番地1、特公賃）

## 宮崎県

### 宮崎県住宅供給公社
- キャンパスタウンまなび野
- シティビルまなび野（公社型）
- シティビル西階（市町村型）
- 大塚台団地（UR都市再生機構賃貸住宅）
- 末広一丁目団地（UR都市再生機構賃貸住宅）
- しんこうじ団地（市町村型）
- グリーンヒルズ生目台（公社型）
- シティビル生目台（公社型）

## 鹿児島県

### 公営団地
- 桜島町営袴腰団地、（鹿児島市桜島横山町）市浦都市開発建築コンサルタンツほか、地域住宅、1990年
- 玉里団地（鹿児島市玉里団地）
- 西郷団地（鹿児島市西陵）西陵は「鹿児島市田上の西の丘陵地」の意。全域が西郷団地という名称の戸建住宅街
- さつま団地（鹿児島市下伊敷）
- 泉ヶ丘団地 （出水市）
- 伊敷団地（鹿児島市西伊敷）
- 武岡団地（鹿児島市武岡）
- 慈眼寺団地（鹿児島市慈眼寺町）
- 花野団地（現在の花野光ヶ丘団地 鹿児島市花野光ヶ丘）
- 下田団地（鹿児島市下田町）
- 中山団地（鹿児島市中山）
- 千年団地（鹿児島市千年）
- 平尾団地
- 明和県営住宅団地（鹿児島市明和）
- 希望ケ丘市営団地（鹿児島市希望ケ丘町）
- 妙円寺団地（日置市伊集院町妙円寺）
- 上之原団地（現在の桜ケ丘 鹿児島市桜ケ丘）
- 国分市（現・霧島市）青葉台団地
- 田上団地（鹿児島市田上台）
- 緑ケ丘住宅団地（鹿児島市緑ケ丘町）
- 月見団地
- 武岡団地（鹿児島市武岡）
- 武岡ピュアタウン中央団地（鹿児島市武岡）
- 鹿児島市営紫原団地（鹿児島市紫原）
- 紫原市営団地
- 並木団地
- 陵南団地
- 海江田団地
- 皇徳寺団地（鹿児島市皇徳寺台）
- 天神山団地（鹿児島市吉野町）
- 上屋団地
- 自由ケ丘団地（鹿児島市自由ケ丘）
- 平和団地（鹿児島市春山町）
- さくら団地 (鹿児島市春山町)
- 入来地域あさひ団地（鹿児島県薩摩川内市）
- 祁答院地域の早馬団地（鹿児島県薩摩川内市）
- 大村団地（鹿児島県薩摩川内市）
- 大英郡山ハイツ (1979年-1980年 鹿児島県日置郡郡山町、上下水道完備で温泉付、大英産業）

### 鹿児島県住宅供給公社
- ガーデンヒルズ松陽台（分譲団地）
- 妙円寺団地(日置市伊集院町、鹿児島県住宅供給公社が整備）
- 希望ヶ丘団地 (鹿児島県住宅供給公社整備分譲団地)
- 原良団地 (鹿児島県住宅供給公社整備分譲団地)
- 冷水団地 (鹿児島県住宅供給公社整備分譲団地)
- 緑ヶ丘団地 (鹿児島県住宅供給公社整備分譲団地)
- こまつばら団地 (鹿児島県住宅供給公社整備分譲団地)
- 雀ヶ宮団地 (鹿児島県住宅供給公社整備分譲団地)
- 大明ヶ丘団地 (鹿児島県住宅供給公社整備分譲団地)
- 中町市街地住宅 (鹿児島県住宅供給公社整備分譲団地)
- 武町市街地住宅 (鹿児島県住宅供給公社整備分譲団地)
- 船津町市街地住宅 (鹿児島県住宅供給公社整備分譲団地)
- アーバンシャトー加治屋 (鹿児島県住宅供給公社整備分譲団地)
- ファミリープラザめいわ (鹿児島県住宅供給公社整備分譲団地)
- フレッセ高見馬場 (鹿児島県住宅供給公社整備分譲団地)
- 尾之上団地 (鹿児島県住宅供給公社整備分譲団地)
- 柳団地 (鹿児島県住宅供給公社整備分譲団地)
- ハーモニータウン加世田 (鹿児島県住宅供給公社整備分譲団地)
- 大田原団地 (鹿児島県住宅供給公社整備分譲団地)
- 朝日団地 (鹿児島県住宅供給公社整備分譲団地)
- 福島団地 (鹿児島県住宅供給公社整備分譲団地)
- 朝日ヶ丘団地 (鹿児島県住宅供給公社整備分譲団地)
- 立野団地 (鹿児島県住宅供給公社整備分譲団地)
- 日置団地 (鹿児島県住宅供給公社整備分譲団地)
- 加治木団地 (鹿児島県住宅供給公社整備分譲団地)
- 加治木駅前団地 (鹿児島県住宅供給公社整備分譲団地)
- ゆたか団地 (鹿児島県住宅供給公社整備分譲団地)
- 錦原団地 (鹿児島県住宅供給公社整備分譲団地)
- 俵原団地 (鹿児島県住宅供給公社整備分譲団地)
- 重富団地 (鹿児島県住宅供給公社整備分譲団地)
- 隼人塚団地 (鹿児島県住宅供給公社整備分譲団地)
- 亀山団地 (鹿児島県住宅供給公社整備分譲団地)
- 川内団地 (鹿児島県住宅供給公社整備分譲団地)
- 勝目団地 (鹿児島県住宅供給公社整備分譲団地)
- 泉ヶ丘団地 (鹿児島県住宅供給公社整備分譲団地)
- 有仲団地 (鹿児島県住宅供給公社整備分譲団地)
- 小宿団地 (鹿児島県住宅供給公社整備分譲団地)
- 出水星ヶ丘団地 (鹿児島県住宅供給公社整備分譲団地)
- 御座屋敷団地 (鹿児島県住宅供給公社整備分譲団地)
- 国分団地 (鹿児島県住宅供給公社整備分譲団地)
- ウッドタウン知覧 (鹿児島県住宅供給公社整備分譲団地)
- 知覧新興団地 (鹿児島県住宅供給公社整備分譲団地)
- 隼人団地 (鹿児島県住宅供給公社整備分譲団地)
- ウッドタウン宮之城 (鹿児島県住宅供給公社整備分譲団地)
- エミネンス谷山 (鹿児島県住宅供給公社整備分譲団地)
- エミネンス谷山弐番館 (鹿児島県住宅供給公社整備分譲団地)

### その他
- 鹿屋ニューハイツ（鹿児島県）
- 国分ニューハイツ（鹿児島県）
- 都城ニューハイツ（鹿児島県）

## 沖縄県

### 公営団地
- 沖縄県営新垣団地、東設計工房、地域住宅、1992年
- 県営西崎団地（糸満市西崎）
- 県営豊見城団地
- 県営北谷団地
- 石嶺団地
- 沖創団地
- 茶山団地
- 北谷町桃原団地
- 嶺井団地
- 宇茂佐団地
- 名護団地（名護市大北）
- 大北団地集合住宅 （名護市大北）
- 真玉橋団地
- 真地団地
- 愛知高層団地
- 浦西団地
- 沖縄県営牧港団地
- 伊差川団地
- 金山住宅団地
- 小禄宇栄原地区大規模団地
- 市営真謝原団地（糸満市真栄里）
- 西崎団地
- 沖縄県営経塚市街地団地
- 繁多川団地
- 真栄原団地（宜野湾市）
- 佐真下琉生団地
- 平和台団地
- 県営志真志団地（宜野湾市我如古）
- 小波津団地（西原町）
- 浦西団地（浦添市西原）
- 県営比謝団地
- 琉球土地住宅公社
- 県営与那原団地（与那原町）
- うんさの森市営住宅第1・第2団地
- 磯辺団地 (石垣市)
- 磯部第2団地 (石垣市)
- 宮良団地 (石垣市)
- 登野城団地 (石垣市)
- 新川団地 (石垣市)
- 新川第2団地 (石垣市)
- 真喜良団地 (石垣市)
- 真喜良第2団地 (石垣市)
- 真喜良第3団地 (石垣市)
- 県職員住宅真栄里団地 (石垣市)
- 国家公務員宿舎1･2･3･4 (石垣市)
- 平真団地 (石垣市)
- 当蔵賃貸住宅(那覇市, 県住宅供給公社)
- 小禄賃貸住宅(那覇市, 県住宅供給公社)
- 赤道団地(宜野湾市, 県住宅供給公社)
- 愛知団地(宜野湾市, 県住宅供給公社)
- 美里団地(沖縄市, 県住宅供給公社)
- 嶺井団地(南城市, 県住宅供給公社)
- 水釜第二町営住宅（嘉手納町営住宅）
- 水釜高層住宅（嘉手納町営住宅）
- 屋良町営住宅（嘉手納町営住宅）

## 参考資料
- city＆life 2010年春号   第一住宅建設協会
- アルバムの家 女性建築技術者の会／著 三省堂 2006
- 大分の歴史（9）　富来隆　大分合同新聞社　1979年
- 大分県史　現代篇2　大分県　1991年
- シュリンキング・ニッポン 縮小する都市の未来戦略 大野秀敏編著 鹿島出版会 2008
- 家と街づくりの軌跡と展望　大分県住宅供給公社 1985年
- 変りゆく家庭と教育 団地文化が予見するもの 橋爪貞雄 黎明書房 1962
- アジアの大都市 4 大阪市立大学経済研究所監修 日本評論社 2001
- 大分市史　下　大分市　1988年
- 大分百科事典　大分放送　1980年
- 再現・昭和３０年代団地２ＤＫの暮らし らんぷの本　青木俊也　河出書房新社   2001
- 団地の時代 新潮選書　原武史　新潮社   2010